# بخش لنسینگ (شهرستان آلاماکی، آیووا)
بخش لنسینگ (به انگلیسی: Lansing Township) یک منطقهٔ مسکونی در ایالات متحده آمریکا است که در شهرستان آلاماکی، آیووا واقع شده‌است. بخش لنسینگ ۱۲۹٫۶ کیلومتر مربع مساحت و ۱٬۴۲۴ نفر جمعیت دارد و ۳۱۵ متر بالاتر از سطح دریا واقع شده‌است.